# Stenomacrus dubiosus
Stenomacrus dubiosus là một loài tò vò trong họ Ichneumonidae.